# Washta (Iowa)
Washta es una ciudad ubicada en el condado de Cherokee en el estado estadounidense de Iowa. En el Censo de 2010 tenía una población de 248 habitantes y una densidad poblacional de 91,72 personas por km².

## Geografía
Washta se encuentra ubicada en las coordenadas 42°34′32″N 95°43′10″O / 42.57556, -95.71944. Según la Oficina del Censo de los Estados Unidos, Washta tiene una superficie total de 2.7 km², de la cual 2.7 km² corresponden a tierra firme y (0%) 0 km² es agua.

## Demografía
Según el censo de 2010, había 248 personas residiendo en Washta. La densidad de población era de 91,72 hab./km². De los 248 habitantes, Washta estaba compuesto por el 99.19% blancos, el 0% eran afroamericanos, el 0% eran amerindios, el 0.4% eran asiáticos, el 0% eran isleños del Pacífico, el 0% eran de otras razas y el 0.4% pertenecían a dos o más razas. Del total de la población el 2.42% eran hispanos o latinos de cualquier raza.